# بازی‌ها و ورزش‌ها در اسلام
برخی از بازی‌ها و ورزش‌ها در اسلام نهی شده و برخی دیگر تشویق شده‌اند.

## شطرنج
دربارهٔ شطرنج میان فقیهان اختلاف‌نظر وجود دارد. روح‌الله خمینی از اولین کسانی بود که بازی شطرنج را حلال اعلام کرد و شطرنج در ایران، مجاز و قانونی است. مراجعی مثل علی سیستانی و محمد صادقی تهرانی و حسین وحید خراسانی شطرنج را حرام می‌دانند. علت رفع تحریم شطرنج این است که قبلا شطرنج آلت قمار محسوب می‌شده ولی امروزه از این حالت خارج شده است.
در حدیثی منسوب به امام ششم شیعیان جعفر صادق که گویا برخی حکم حرام بودن نگاه کردن به شطرنج و یا آلات قمار را از آن استخراج می‌کنند؛ آمده‌است که:
فروختن شطرنج حرام است و پولی هم که از فروختنش بدست می آید حرام است و داشتن و نگاه داشتن شطرنج کفر است و شطرنج بازی کردن شرک است و سلام کردن بر کسی که شطرنج بازی می کند گناه کبیره هلاک کننده است و کسی که شطرنج بازی می کند و دست در میان آن می برد چنان است که دست در میان گوشت خوک برده باشد.و کسی که شطرنج بازی می کند نمازش قبول نیست تا اینکه دست خود را بشوید و کسی که به شطرنج نگاه می کند مانند این است که به عورت مادر خود نگاه می کند و کسی که نگاه می کند به کسانی که در حال بازی شطرنج هستند و به آنها سلام می کند در آن حال گناهش با کسی که شطرنج بازی می کند یکسان است. و کسی که بنشیند به قصد بازی کردن شطرنج جای خود را در جهنم آماده کرده است و این زندگانی باعث حسرت او در قیامت است (به سبب اینکه چرا معصیت ها را انجام داده است) و از همنشینی قمار باز بپرهیز زیرا از جمله مجالسی است که اهلش مورد غضب الهی شده اند و هر ساعت منتظر غضبند (بلا) و چون نازل شود تو را و ایشان را فرا خواهد گرفت.

## ورق
دربارهٔ پاسور هم اختلاف نظر وجود دارد، اما بازی ورق در ایران مجاز نیست.

در حدیثی منسوب به محمد، پیامبر اسلام آمده است که: 
شما را از بازی با نرد و شطرنج و ورق و نواختن در طبل و عود و طنبور و استفاده بردن از تار و سه‌تار همچنین خرید و فروش آنها نهی می‌کنم.
- علی خامنه‌ای معتقد است: «بازی با ورقی که عرفا از آلات قمار محسوب می‌شود، به‌طور مطلق حرام است و جایز نیست انسان با اختیار در مجلس قمار یا بازی با آلات قمار شرکت کند.»
- علی سیستانی: «اگر بازی با آن بدون برد و باخت مالی باشد، در این صورت بازی با آن بدون برد و باخت مالی اشکال ندارد.»
- مکارم شیرازی: «بازی با پاسور چنانچه در عرف محل از حالت قمار خارج شده باشد اشکالی ندارد.»
- جوادی آملی: «اگر چیزی در زمان گذشته ابزار قمار بود، ولی فعلاً ابزار قمار نیست، بازی با آن بدون برد و باخت، جایز است.»[۱۲]
- محمد صادقی تهرانی: «بازی با شطرنج حتّی بدون برد و باخت حرام است ولی بازی با دیگر آلات مانند پاسور، تخته نرد و … بدون برد و باخت تا آنجا که به ترک واجب و انجام حرام منجر نشود و ایجاد دشمنی بین طرفین نکند جایز است.»

## قمار و شرط‌بندی
قمار در اسلام حرام شمرده می‌شود، اما شرط‌بندی در سوارکاری و تیراندازی صرفاً برای خود مسابقه‌دهندگان مجاز است. در قانون مجازات اسلامی ایران، در ماده ۷۰۵ آمده‌است: قماربازی با هر وسیله‌ای، ممنوع و مرتکبین آن به یک تا شش ماه حبس یا تا ۷۴ ضربه شلاق محکوم می‌شوند و در صورت تجاهر به قمار بازی، به هر دو مجازات محکوم می‌گردند.

## سایر بازی‌ها
تخته‌نرد و بیلیارد نیز از بازی‌های بحث‌انگیز هستند.

#### نرد و چوگان
در کتاب فقه الرضا آمده است: «بدان که (خداوند تبارک‌وتعالی) به تحقیق، از همه انواع قمار نهی کرد و بندگان را موظف به دوری از آنان کرد و آن‌ها را پلید و خبیث نامید. پس فرمود: از کارهای پلید شیطان است، پس ‌از آن دوری ‌کنید! مانند شطرنج و نرد و دیگر قمارها و نرد بدتر از شطرنج است؛ چون‌که نگه‌داشتن آن کفر به خداوند بزرگ است و بازی با آن شرک است و حرکت دادن و زیر و رو کردنش گناه کبیره و نابودکننده است و سلام کردن بر کسی که با آن بازی می‌کند، کفر است و حرکت‌دهنده آن همانند تماشاگر فرج مادرش است و بازی‌کننده با نرد، مانند گوشت خوک خوار است و مَثَل بازی‌کننده با آن بدون قمار، مَثَل کسی است که دستش را در خون و گوشت خوک می‌گذارد و مَثَل کسی که با یکی از این‌ها بازی می‌کند، مَثَل کسی است که بر زنا پافشاری می‌کند و خود را از بازی با انگشترها و اربعه عشر و هر قماری حتی [مثل] بازی کردن کودکان با گردو و بادام و کعب، حفظ کن و بپرهیز از چوگان‌بازی؛ زیرا شیطان همراه تو می‌دود و فرشتگان از تو می‌گریزند و هرکسی اسبش بلغزد و بمیرد، وارد آتش می‌شود.»
در حدیثی منسوب به امام ششم شیعیان؛ صادق اینچنین آمده است که: «در بازی چوگان، شیطان به دنبال انسان می‌آید و فرشته‏‌ها از او دور می‌شوند، و اگر کسی در این بازی از اسب خود بر زمین افتاده و از دنیا برود، در آتش قرار می‌گیرد».

## ورزش زنان
در ایران، بعد از انقلاب اسلامی، بحث‌هایی دربارهٔ دوچرخه‌سواری زنان وجود داشته‌است، و این موضوع بحث‌انگیز شده‌است.